# Brongniartia magnibracteata
Brongniartia magnibracteata är en ärtväxtart som beskrevs av Diederich Franz Leonhard von Schlechtendal. Brongniartia magnibracteata ingår i släktet Brongniartia och familjen ärtväxter. Inga underarter finns listade i Catalogue of Life.